# Марен, Кристиан
Кри́стиан Маре́н (фр. Christian Marin; 8 февраля 1929, Лион — 5 сентября 2012, Париж) — французский актёр и комик.

## Биография
Кристиан Марен родился 8 февраля 1929 года в Лионе (Франция). Наиболее известен по роли чудаковатого жандарма Альбера Мерло в серии фильмов 1960-х годов про сержанта Людовика Крюшо с Луи де Фюнесом в главной роли.
Был женат на Моник почти 60 лет, до своей кончины. Про супругу Марен говорил, что она любовь и надежда всей его жизни. У четы четверо детей и восемь внуков.
Кристиан Марен скончался утром в среду 5 сентября 2012 года в парижской больнице в 83-летнем возрасте.

## Фильмография
- 1957 — Эти дамы предпочитают мамбу / Ces dames préfèrent le mambo — Жак, жених Марины
- 1957 — Мы другие в Шампиньоле / Nous autres à Champignol
- 1960 — Пригородные поезда /  Les Tortillards — Леон
- 1961 — Тракассен / Le Tracassin — кассир банка
- 1961 — Прекрасная американка / La Belle Américaine — Пьеро
- 1961 — Всё золото мира / Tout l’or du monde — телевизионный техник (в титрах не указан)
- 1962 — Преступление не выгодно / Le Crime ne paie pas — комиссар
- 1962 — Как преуспеть в любви / Comment réussir en amour — Фернанд (в титрах не указан)
- 1962 — Мыслишка / La Gamberge — оператор
- 1963 — Пик-Пик / Pouic-Pouic — Шарль
- 1963 — Ярмарка лентяев (Хроника учебного года) / La Foire aux cancres — Левассер
- 1963 — Отвратительный человек таможен / L’Abominable Homme des douanes — Дезирэ Пикколо
- 1963 — Благородный Станислас, секретный агент / L’Honorable Stanislas, agent secret — Леканут, секретарь комиссара Мутона
- 1963 — Клад Жозефы / Le Magot de Josefa — Пьеро
- 1963 — Бебер и омнибус / Bébert et l’Omnibus — служащий вокзала
- 1963 — Комиссар проводит расследование / Le Commissaire mène l'enquête
- 1963 — Контрабас / La Contrebasse (по А. П. Чехову) (короткометражный) — музыкант Смычков
- 1964 — Ищите кумира / Cherchez l'idole — Марсель, пожарный'
- 1964 — Жандарм из Сен-Тропе / Le Gendarme de Saint-Tropez —  жандарм Альбер Мерло
- 1964 — Вперёд, Франция! / Allez France! — официант во французском ресторане
- 1965 — Приятели / Les Copains — Омер
- 1965 — Жандарм в Нью-Йорке / Le Gendarme à New York — жандарм Альбер Мерло
- 1965 — Скажи мне, кто убил / Dis-moi qui tuer — продавец льда
- 1965 — Убийцы в спальных вагонах / Compartiment tueurs — зять Жоржетты
- 1965 — Золото герцога / L’Or du duc — жандарм
- 1965 — Песнь мира / Le Chant du monde — татуированный
- 1965 — Тандем / Tandem (короткометражный)
- 1965 — Пьер и верёвка / La Pierre et la corde
- 1966 — Приключения в загородном доме / Monsieur le président-directeur général — Уильям
- 1966 — Деньги и обезьяны / Monnaie de singe — турист
- 1968 — Жандарм женится / Le Gendarme se marie — жандарм Альбер Мерло
- 1968 — Самый лучший месяц / Le Mois le plus beau — сержант
- 1968 — Разрешение / La Permission — хозяин
- 1968 — Игроки / Les Joueurs (короткометражный)
- 1969 — Доставьте удовольствие друзьям  / Faites donc plaisir aux amis — бармен
- 1969 — Житель Оверни и автобус / L’Auvergnat et l’Autobus — мошенник
- 1970 — Жандарм на прогулке / Le Gendarme en balade — жандарм Альбер Мерло
- 1970 — Михаил Строгов, курьер царя / Strogoff — Гарри Блоунт
- 1973 — Последняя нечисть в Париже / La Dernière Bourrée à Paris
- 1974 — Кость в овощерезке / Y’a un os dans la moulinette — Жозеф
- 1975 — Боевая группа тёплых кроликов / Le commando des chauds lapins — Фирмен
- 1976 — Большое развлечение / La Grande Récré — страж порядка
- 1977 — 2 дурня в снегу / 2 cloches dans la neige
- 1981 — Слива деревьев / Prune des bois — Гаспар
- 1984 — Невиль моя красивая / Neuville ma belle
- 1998 — Безработные, но лечимся / Chômeurs mais on s’soigne — дедушка
- 2000 — Carpe diem
- 2010 — Два солнечных дня / Two Sunny Days — Lblmt
- 2012 — Говорящий мертвец / Dead Man Talking — капеллан

## Работы на ТВ
- 1959 — Маркиза д’О / La Marquise d’O — Франсиско
- 1960 — Мало-помалу / De fil en aiguille — детектив
- 1961 — Театр молодёжи: Дон Кихот / Théâtre de la jeunesse: Don Quichotte — конюх
- 1962 — Время друзей / Le Temps des copains (сериал) — Ролан
- 1963 — Все те, кто падают / Tous ceux qui tombent — Кристи
- 1964 — Театр молодёжи: Мельес, Волшебник из Монтрёя / 'Théâtre de la jeunesse: Méliès, magicien de Montreuil-sous-Bois — Рейнели
- 1964 — Укрощение строптивой / La Mégère apprivoisée — Гремио
- 1965 — 29 градусов в тени / 29 degrés à l'ombre
- 1965 — Царство за кролика / Mon royaume pour un lapin — учитель
- 1967 — Деслоуттес, отец и сын / Deslouettes père et fils (сериал)
- 1967 — Любимая / La bien-aimée — брокер
- 1967 — Добродушный Макс / Max le débonnaire
- 1967—1970 — Рыари неба / Les Chevaliers du ciel — Эрнест Лавердюр
- 1968 — У графа Йостера есть честь / Le comte Yoster a bien l’honneur (сериал) — Андре
- 1971 — Кабаре абсурда / Le cabaret de l’absurde
- 1972 — Новые одежды Великого герцога /  Les Habits neufs du Grand-Duc — гранд
- 1974 — Господин Баден / Monsieur Badin — Господн Баден
- 1975 — Театр Тристана Бернара / Le Théâtre de Tristan Bernard — Эжен
- 1975 — Лисы / Les renards — Ф.Роуквет
- 1976 — Подделка и использование подделки / Faux et usage de faux — следователь Сезнек
- 1977 — Турлутуту / Turlututu — Эрнест Таборо
- 1977 — Безумства Оффенбаха / Les Folies Offenbach (сериал) — Джил Перес
- 1978 — История по субботам / Les samedis de l'histoire — Реми
- 1979 — Пять последних минут / Les Cinq Dernières Minutes (сериал) — Эстри
- 1980 — Сельские музыканты / Les Maîtres sonneurs
- 1981 — Поездка голландца /  Le Voyage du Hollandais — Тертиг
- 1981 — Новейшая история / Histoire contemporaine — доктор Форнероль
- 1982 — Канарейка майора /  Le Serin du major
- 1982 — Жорж Данден / George Dandin — господин де Соттанвиль
- 1983 — Кино 16 / Cinéma 16 — Максимельен
- 1986 — Лето 36 / L'été 36 — Леостик
- 1989 —  Революционные ночи / Les Nuits révolutionnaires
- 1989 — Прихлебатели / Les pique-assiettes
- 2007 — Убийственная правда / Vérités assassines